# 朱尉銘
朱尉銘（1981年8月2日—），為台灣的棒球選手之一，曾經效力於中華職棒中信鯨、統一獅隊，守備位置為投手。2009年季中因「不符期望」遭到統一獅隊放入讓渡名單。
被讓渡後曾到日本職棒橫濱灣星隊進行測試但未通過，之後加入台北市成棒隊。

## 經歷
- 台南縣善化國小少棒隊
- 台南縣善化國中青少棒隊
- 台南縣善化高中青棒隊
- 嘉義大學棒球隊（中國信托）
- 中信鯨代訓球員
- 中華職棒中信鯨（2005年～2008年）
- 中華職棒統一7-ELEVEn獅（2009年）
- 日本職棒橫濱灣星 測試
- 台北市成棒隊隨隊練習（2009年8月11日～2010年1月）
- 台北市成棒隊（2010年7月1日～2016年4月）
- 新竹縣仰德高中青棒隊教練（2016年5月～2017年7月）
- 新北市崇義高中青棒隊教練（2017年7月～2018年）
- 台北市麗山高中青棒隊總教練（2019年）

## 職棒生涯成績
| 年度   | 球隊           | 出賽 | 勝投 | 敗投 | 中繼 | 救援 | 完投 | 完封 | 四死 | 三振 | 責失 | 投球局數 | 防禦率 |
| ------ | -------------- | ---- | ---- | ---- | ---- | ---- | ---- | ---- | ---- | ---- | ---- | -------- | ------ |
| 2005年 | 中信鯨         | 36   | 2    | 1    | 4    | 0    | 0    | 0    | 10   | 36   | 7    | 57.2     | 1.09   |
| 2006年 | 中信鯨         | 45   | 6    | 5    | 5    | 0    | 0    | 0    | 34   | 58   | 45   | 92.2     | 4.37   |
| 2007年 | 中信鯨         | 29   | 7    | 2    | 1    | 0    | 0    | 0    | 16   | 32   | 23   | 64.0     | 3.23   |
| 2008年 | 中信鯨         | 34   | 4    | 5    | 2    | 0    | 0    | 0    | 31   | 55   | 37   | 96.1     | 3.46   |
| 2009年 | 統一7-ELEVEn獅 | 19   | 7    | 4    | 0    | 0    | 0    | 0    | 27   | 58   | 60   | 87.1     | 6.18   |
| 合計   | 5年            | 163  | 26   | 17   | 12   | 0    | 0    | 0    | 118  | 239  | 172  | 398.0    | 3.89   |

## 特殊事蹟
- 2009年8月9日於天母棒球場面對La New熊先發4局失掉11分，隔日球團以『不符戰力需求』放進讓渡名單，成為聯盟史上第一位剛獲選單月MVP後被讓渡的球員。

## 外部連結
- 朱尉銘在台灣棒球維基館上的頁面（繁體中文）
- 球員資訊和成績在中華職棒官網（中文）